# Jaskrowe
Jaskrowe (Ranunculidae Takht. ex Reveal) – jedyna podklasa roślin zielnych wyróżniona w klasie Ranunculopsida Brongn. w systemie Reveala. W nowszych systemach (system APG I, APG II) ani podklasa, ani klasa nie jest wyróżniana. Taksony skupione przez Reveala w podklasie są w istocie grupą niemal monofiletyczną, jedynie zaliczone tu w randze rzędu piwoniowce Paeoniales okazały się być kladem w obrębie skalnicowców Saxifragales (oznaczony tam w randze rodziny jako piwoniowate Paeoniaceae). Ze względu na bliskie pokrewieństwo pozostałych grup roślin w systemie APG II zaliczane są one wszystkie w randze rodzin do rzędu jaskrowców Ranunculales.

## Charakterystyka
KwiatyO prymitywnej budowie, charakteryzuje je okółkowe rozmieszczenie części kwiatu. Specjalizacja kwiatów związana jest przede wszystkim z owadopylnością i w związku z tym pojawiają się tu kwiaty o symetrii grzbiecistej.

## Systematyka
Podział taksonu w systemie Reveala
- Nadrząd: Ranunculanae Takht. ex Reveal 	
  - Rząd: Berberidales Dumort. – berberysowce
  - Rząd: Circaeasterales Takht.
  - Rząd: Glaucidiales Takht. ex Reveal
  - Rząd: Lardizabales Loconte in D.W. Taylor & L.J. Hickey – krępieniowce
  - Rząd: Menispermales Bromhead – miesięcznikowce
  - Rząd: Paeoniales Heintze – piwoniowce
  - Rząd: Papaverales Dumort. – makowce
  - Rząd: Ranunculales Dumort. – jaskrowce